# Pachyteria semivirescens
Pachyteria semivirescens là một loài bọ cánh cứng trong họ Cerambycidae.